# Herren bjuder alla frälsning
Herren bjuder alla frälsning är en sång med text från 1889 av William J McAlonan och som sjungs till en melodi av Alfred E Braine. 

## Publicerad i
- Frälsningsarméns sångbok 1929 som nr 10 under rubriken "Frälsningen i Kristus"
- Frälsningsarméns sångbok 1968 som nr 36 under rubriken "Frälsning
- Frälsningsarméns sångbok 1990 som nr 343 under rubriken "Frälsning